# Senepol-Rind

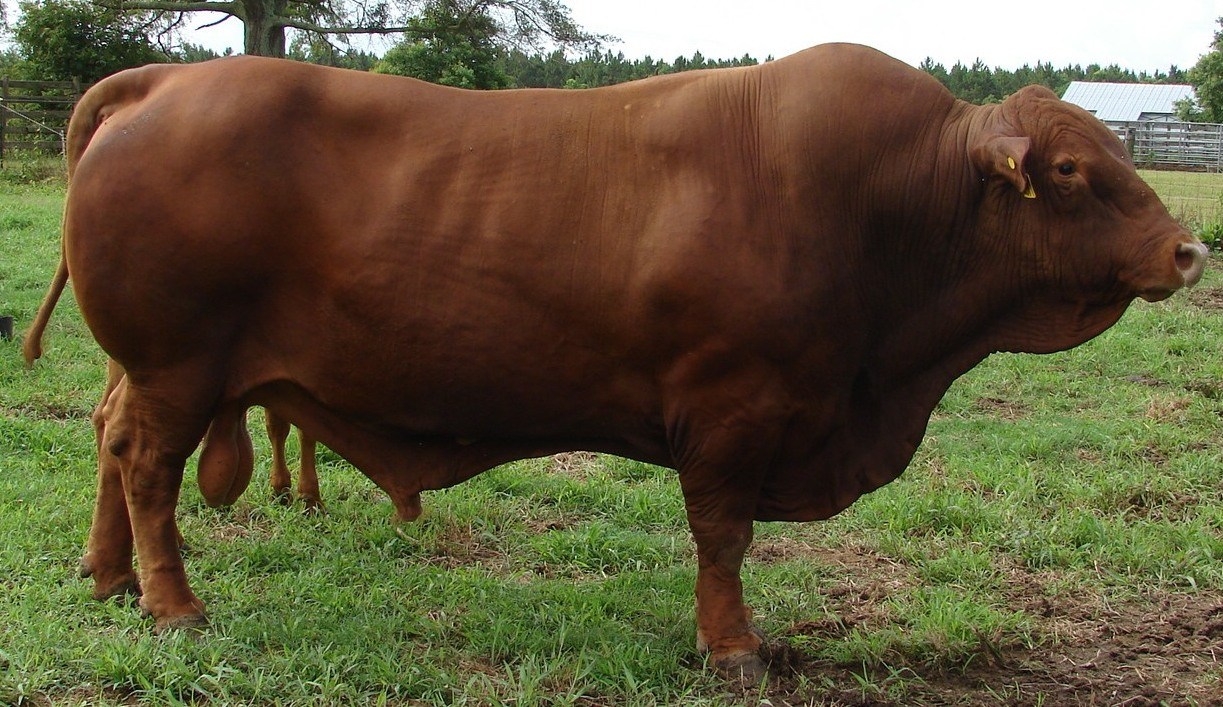
Senepol-Bulle

Das Senepol-Rind ist eine karibische Rinderrasse von der Kleine-Antillen-Insel Saint Croix, die zu den Amerikanischen Jungferninseln gehört.
Im frühen 20. Jahrhundert kreuzte Henry C. Nelthropp Red-Poll-Rinder und N’Dama-Rinder, die aus dem Senegal importiert worden waren.
Die Senepol-Rasse kombiniert die Vorzüge der N’Dama (Hitzetoleranz, Insektenresistenz) mit denen der Red Polls (extreme Gutmütigkeit, gutes Fleisch und hohe Milchproduktion).